# 크리틱스 초이스 영화상
크리틱스 초이스 영화상(영어: Critics' Choice Movie Awards 크리틱스 초이스 무비 어워즈[*])은 1995년에 설립된 방송 영화 비평가 협회가 매년 발표하는 영화상이다.

## 역대 상
- 제25회 크리틱스 초이스상

## 같이 보기
- 크리틱스 초이스 텔레비전상